# Paratelmatobius
Paratelmatobius is een geslacht van kikkers uit de familie fluitkikkers (Leptodactylidae) en de onderfamilie Paratelmatobiinae. De groep werd voor het eerst wetenschappelijk beschreven door Berta Lutz en Antenor Leitão de Carvalho in 1958.
Er zijn zes soorten, inclusief de pas in 2009 voor het eerst beschreven soort Paratelmatobius yepiranga. Alle soorten komen endemisch voor in zuidoostelijk Brazilië.

## Taxonomie
Geslacht Paratelmatobius
- Soort Paratelmatobius cardosoi
- Soort Paratelmatobius gaigeae
- Soort Paratelmatobius lutzii
- Soort Paratelmatobius mantiqueira
- Soort Paratelmatobius poecilogaster
- Soort Paratelmatobius yepiranga

Onderfamilie Leiuperinae

Edalorhina · Engystomops · Physalaemus · Pleurodema ·  Pseudopaludicola

Onderfamilie Leptodactylinae

Adenomera · Hydrolaetare · Leptodactylus · Lithodytes

Onderfamilie Paratelmatobiinae

Crossodactylodes · Paratelmatobius · Rupirana · Scythrophrys